# Buxus nyasica
Buxus nyasica es una especie de planta de flores perteneciente a la familia  Buxaceae. Es endémica de Malaui. Está considerada en peligro de extinción por pérdida de hábitat.

## Descripción
Es un arbusto o árbol que alcanza un tamaño de 2-8 m de altura, con ramas glabras ± redondeadas ligeramente sulcadas, las ramas jóvenes algo comprimidas, fruto y semilla conocidos.

## Ecología
Se encuentra en el sotobosque de la selva tropical a altitud media, localmente es una especie común o muy común.

## Taxonomía
Buxus nyasica fue descrita por John Hutchinson y publicado en Bulletin of Miscellaneous Information Kew 1912: 55. 1912.
Etimología
Buxus: nombre genérico que deriva del griego antiguo bus, latinizado buxus,  buxum que es nombre dado al boj.
nyasica: epíteto geográfico que alude a su localización en las cercanías del lago Nyasa.
Sinonimia
- Notobuxus nyasica (Hutch.) E.Phillips	[5]